# Autostrada D1 (Cehia)
Autostrada D1 (în cehă Dálnice D1) este principala autostradă din Cehia. Leagă Praga de Brno și continuă până la granița cu Polonia, deși în prezent există o mică porțiune încă în construcție. Odată finalizată, lungimea sa va fi de 376,5 km.

## Cronologie

### Prima încercare
Acordul de la München din 1938 a lipsit țara de unele rute fundamentale rutiere și feroviare. Guvernul s-a grăbit să pregătească trei proiecte majore de infrastructură: calea ferată Německý Brod – Brno; drumul Plzeň – Ostrava; și o autostradă cu 4 benzi de la Praga la Velký Bočkov (la granița cehoslovaco-română). Pe 23 decembrie 1938, guvernul a emis Decretul nr. 372/1938 Sb. privind construcția de autostrăzi, înființând Direcția Generală a Autostrăzilor. Acest decret prevedea construirea unei autostrăzi est-vest în termen de patru ani.
Începând cu ianuarie 1939, Direcția Generală a Autostrăzilor avea 108 angajați. Pe 13 ianuarie 1939, a fost aprobat proiectul autostrăzii Praga – Jihlava – Brno – granița slovacă, iar construcția a început pe două segmente: Chodov (acum parte a Pragei) – Humpolec; și Zástřizly – Lužná. Prim-ministrul Ruteniei Subcarpatice, Avgustyn Voloshyn, a solicitat adăugarea la plan și a segmentului granița slovacă – Hust. Construcția segmentului Zástřizly – Lužná a început pe 24 ianuarie în Zástřizly, în munții Chřiby.
Ocupația germană a Cehoslovaciei a adus doar mici modificări tehnice proiectului, iar construcția unui alt segment, Chodov – Humpolec, a început în mai 1939. Cerințele crescânde ale celui de-al Doilea Război Mondial au încetinit construcția, iar lucrările au fost complet oprite în 1942. După război, lucrările au fost reluate în principal la podurile majore în 1946, dar doar cu o forță de muncă redusă.
După 1948, lucrările au continuat. Dar în ianuarie 1949, segmentul din Chřiby a fost abandonat, iar segmentul Praga – Humpolec a avut aceeași soartă un an mai târziu. Toți cei 77 km de autostradă în construcție la acea vreme, inclusiv 60 de poduri, au rămas nefolosiți.

### A doua încercare
În anii 1960, traficul creștea foarte rapid și a fost formulat un nou plan pentru autostrada D1 de la Praga la granița cu Uniunea Sovietică. Lucrările la secțiunea Praga – Brno au început în 1967, folosind în principal vechiul traseu din prima încercare. Segmentul Praga – Mirošovice, lung de 21 km, a fost finalizat în iulie 1971, iar traseul lung de 205 km până la Brno a fost terminat în noiembrie 1980.
După dizolvarea Cehoslovaciei, construcția nu a mai fost planificată spre Slovacia, ci spre Lipník nad Bečvou (înlocuirea traseului planificat este Drumul rapid R49). Datorită traficului în creștere din apropierea Pragei, primul segment spre Mirošovice a fost lărgit de la 4 la 6 benzi, și există planuri similare de lărgire și în jurul orașului Brno. După dizolvare, nu au fost construite secțiuni noi. În 2002, a început construcția unei extinderi lungi de 18 km de la Vyškov spre est. A fost deschisă în 2005. Mai multe extinderi spre est au fost deschise în 2008, 2009 și 2010; în 2011, autostrada a ajuns la joncțiunea cu Drumul rapid R55 și Drumul rapid R49 lângă Hulín, iar traseul a virat spre nord spre Přerov (și Lipník nad Bečvou).
Segmentul de la Lipník nad Bečvou la Ostrava a fost construit între 2004 și 2009. Din motive istorice, a fost numit Autostrada D47; cu toate acestea, a fost deschis ca parte a D1. Segmentul de la Ostrava la granița cu Polonia (și Autostrada A1) a fost deschis la sfârșitul anului 2012, dar numai pentru mașini sub 3,5 tone, deoarece partea poloneză avea probleme cu podul de la satul Mszana. Din 2014, podul este deschis și este posibil să se circule de la Ostrava la granița cu Polonia și mai departe spre Katowice. Segmentul Přerov – Lipník nad Bečvou a fost deschis în decembrie 2019.

### Recategorizarea secțiunii din Praga
În 2022, s-a pregătit recategorizarea secțiunii de la kilometrul zero din Chodov, peste granița Pragei (km 5,2), până la intersecția cu șoseaua de centură a Pragei (km 10,2) ca drum local, împreună cu transferul secțiunii din Praga (inclusiv clădiri și teren prin contract de donație) în proprietatea orașului Praga. Pe 4 februarie 2022, ŘSD și Praga au încheiat un acord de donație viitoare. Consiliul orașului a aprobat planul pe 17 mai 2022, iar consiliul orașului prin rezoluția nr. 37/42 din 26 mai 2022.
Contractul de donație, prin care statul, prin ŘSD, a donat primii 5,2 km ai autostrăzii capitalei Praga, a fost încheiat pe 29 iunie 2022 și publicat pe 19 decembrie 2022; contractul a cuantificat valoarea contabilă a proprietății donate la 4.793.160.294 CZK. Secțiunea din Praga a autostrăzii (km 0 - 5,2) a fost recategorizată ca drum local de primă clasă. În contract, Praga și-a asumat sarcina de a modifica indicatoarele rutiere la data punerii în funcțiune a șoselei de centură a Pragei în secțiunea dintre Běchovice și autostrada D1.
Începând cu 1 ianuarie 2023, s-a anunțat că secțiunea km 0,0-5,2 va fi transferată în proprietatea orașului Praga și scoasă din rețeaua de taxare. Secțiunea a fost redenumită drum pentru autovehicule. În mesajul său de pe Twitter, ŘSD a informat eronat despre transferul secțiunii către un drum de clasa I, dar ulterior a corectat mesajul că a fost un transfer către un drum local de clasa I, a declarat purtătoarea de cuvânt a TSK hl. Cu toate acestea, purtătoarea de cuvânt a TSK Praga, Barbora Lišková, ar fi continuat să creeze confuzie, afirmând că este un drum de clasa I.

## Traseu
| Descrierea traseului |                                                                                         |               |
|                      | Trecerea din Praga în Regiunea Boemia Centrală.                                         |               |
| D1                   |                                                                                         |               |
|                      | Pod peste râul Botič (44 m).                                                            |               |
|                      | Zona de odihnă Průhonice (Praga -> Věřňovice)                                           |               |
| km 6                 | Oraș deservit: Průhonice.                                                               |               |
|                      | Zona de odihnă Nupaky (Věřňovice -> Praga)                                              |               |
| km 10                | Nod rutier între D0, SII/101 și D1: Modletice                                           | D0 E50 101    |
| km 15                | Oraș deservit: Strančice-Všechromy.                                                     | 107           |
|                      | Zona de odihnă Božkov (Věřňovice -> Praga)                                              |               |
|                      | Pod peste pârâul Kunický (35 m).                                                        |               |
| km 21                | Oraș deservit: Mirošovice.                                                              | 3 E55         |
|                      | Pod peste valea pârâului Mnichovického (200 m).                                         |               |
|                      | Pod peste râul Šmejkalka (241 m).                                                       |               |
|                      | Zona de odihnă Poddubí (Praga -> Věřňovice)                                             |               |
|                      | Pod peste valea râului Sázava (462 m).                                                  |               |
| km 29                | Oraș deservit: Hvězdonice.                                                              | 109           |
|                      | Pod peste pârâul Drhlavský (92 m).                                                      |               |
|                      | Zona de odihnă Hvězdonice (Věřňovice -> Praga)                                          |               |
|                      | Zona de odihnă Bělčice (Praga -> Věřňovice)                                             |               |
| km 34                | Oraș deservit: Ostředek.                                                                | 110           |
|                      | Pod peste pârâul Křešický (180 m).                                                      |               |
| km 41                | Oraș deservit: Divišov-Šternov.                                                         | 111           |
|                      | Zona de odihnă Brtnice (Věřňovice -> Praga)                                             |               |
|                      | Zona de odihnă Blanice (Praga -> Věřňovice)                                             |               |
|                      | Pod peste valea râului Blanice (160 m).                                                 |               |
| km 49                | Oraș deservit: Psáře.                                                                   | 125           |
|                      | Zona de odihnă Střechov (în ambele sensuri)                                             |               |
|                      | Pod peste pârâul Dalkovický (160 m).                                                    |               |
|                      | Pod peste pârâul Štěpánovský (98 m).                                                    |               |
| km 56                | Oraș deservit: Soutice.                                                                 | 126           |
|                      | Zona de odihnă Kalna (Věřňovice -> Praga)                                               |               |
|                      | Pod peste valea pârâului Sedlický ( lacul de acumulare Švihov ) (230 m).                |               |
| km 66                | Oraș deservit: Vlašim-Loket.                                                            | 150           |
|                      | Zona de odihnă Dunice (Věřňovice -> Praga)                                              |               |
|                      | Trecerea din Regiunea Boemia Centrală în Regiunea Vysočina.                             |               |
| km 75                | Oraș deservit: Humpolec-Hořice.                                                         |               |
|                      | Pod peste râul Želivka (229 m).                                                         |               |
|                      | Pod peste valea pârâului Lohenický (190 m).                                             |               |
| km 81                | Oraș deservit: Humpolec-Koberovice.                                                     | 130           |
|                      | Zona de odihnă Speřice (în ambele sensuri)                                              |               |
|                      | Zona de odihnă Humpolec (Praga -> Věřňovice)                                            |               |
|                      | Zona de odihnă Humpolec (Věřňovice -> Praga)                                            |               |
| km 90                | Oraș deservit: Humpolec.                                                                | 34 E551       |
|                      | Zona de odihnă Mikulášov (în ambele sensuri)                                            |               |
|                      | Pod peste pârâul Nohavický (52 m).                                                      |               |
|                      | Pod peste pârâul Úsobský (44 m).                                                        |               |
| km 104               | Oraș deservit: Větrný Jeníkov.                                                          | 131           |
|                      | Zona de odihnă Pávov (în ambele sensuri)                                                |               |
| km 112               | Oraș deservit: Jihlava.                                                                 | 38 E59        |
|                      | Pod peste calea ferată Havlíčkův Brod – Veselí nad Lužnicí (128 m).                     |               |
| km 119               | Oraș deservit: Jihlava-Velký Beranov.                                                   | 353           |
|                      | Zona de odihnă Jamenský potok (Věřňovice -> Praga)                                      |               |
|                      | Zona de odihnă Jamenský potok (Věřňovice -> Praga)                                      |               |
| km 134               | Oraș deservit: Měřín.                                                                   | 348           |
|                      | Pod peste pârâul Blízkovsky (102 m).                                                    |               |
|                      | Zona de odihnă Stránecká Zhor (Věřňovice -> Praga)                                      |               |
|                      | Zona de odihnă Kochanov (Praga -> Věřňovice)                                            |               |
| km 141               | Oraș deservit: Velké Meziříčí-vest.                                                     | 602           |
|                      | Pod peste râul Oslava (425 m).                                                          |               |
|                      | Zona de odihnă Velké Meziříčí (în ambele sensuri)                                       |               |
| km 141               | Oraș deservit: Velké Meziříčí-est.                                                      | 602           |
|                      | Pod peste Valea Vodra (160 m).                                                          |               |
| km 153               | Oraș deservit: Velké Meziříčí-Lhotka (Ruda).                                            | 390           |
| km 162               | Oraș deservit: Velká Bíteš.                                                             | 37 399        |
|                      | Trecerea din Regiunea Vysočina în Regiunea Moravia de Sud.                              |               |
|                      | Zona de odihnă Devět křížů (în ambele sensuri)                                          |               |
| km 168               | Oraș deservit: Rosice-Devět křížů (Lesní Hluboké).                                      | 602           |
| km 178               | Oraș deservit: Ostrovačice.                                                             | 386           |
| km 182               | Oraș deservit: Kývalka (Omice).                                                         | 23 602        |
|                      | Zona de odihnă Popůvka (Věřňovice -> Praga)                                             |               |
|                      | Zona de odihnă Troubsko (în ambele sensuri)                                             |               |
| km 190               | Nod rutier între SI/23 și D1: Brno-vest                                                 | 23 E461       |
|                      | Pod peste pârâul Leskava (80 m).                                                        |               |
|                      | Pod peste calea ferată Brno-Jihlava (150 m).                                            |               |
|                      | Zona de odihnă Stary Lískovec (Věřňovice -> Praga)                                      |               |
| km 194               | Oraș deservit: Brno-centru.                                                             | 52 E461       |
|                      | Pod peste calea ferată Brno-Břeclav (130 m).                                            |               |
|                      | Pod peste râul Svratka (60 m).                                                          |               |
| km 196               | Nod rutier între D2 și D1: Brno-sud                                                     | D2 E65        |
|                      | Pod peste râul Svitava (55 m).                                                          |               |
|                      | Pod peste calea ferată Brno – Přerov (86 m).                                            |               |
|                      | Zona de odihnă Brno-Turany (în ambele sensuri)                                          |               |
|                      | Pod peste calea ferată Brno – Bzenec (102 m).                                           |               |
| km 201               | Oraș deservit: Brno-Slatina.                                                            |               |
| km 203               | Nod rutier între SI/50 și D1: Brno-est                                                  | 50            |
|                      | Zona de odihnă Rohlenka (Praga -> Věřňovice)                                            |               |
|                      | Pod (48 m).                                                                             |               |
| km 210               | Oraș deservit: Slavkov u Brna-Holubice.                                                 | 50 E50        |
|                      | Pod peste pârâul Rakovec (52 m).                                                        |               |
| km 216               | Oraș deservit: Rousínov.                                                                |               |
|                      | Pod peste pârâul Dražovický (86 m).                                                     |               |
| km 226               | Oraș deservit: Vyškov-vest.                                                             | 430           |
|                      | Zona de odihnă Vyškov (Věřňovice -> Praga)                                              |               |
| km 230               | Nod rutier între D46 și D1: Vyškov-est                                                  | D46 E462      |
|                      | Pod peste pârâul Lukový (190 m).                                                        |               |
|                      | Pod peste pârâul Medlovický (100 m).                                                    |               |
| km 236               | Oraș deservit: Ivanovice na Hané.                                                       | 428           |
|                      | Pod peste Rumza (70 m).                                                                 |               |
|                      | Pod peste pârâul Švábenice (100 m).                                                     |               |
|                      | Trecerea din Regiunea Moravia de Sud în Regiunea Olomouc.                               |               |
|                      | Pod peste pârâul Dětkovický (98 m).                                                     |               |
|                      | Pod peste râul Tištinka (400 m).                                                        |               |
|                      | Pod peste pârâul Mořický (100 m).                                                       |               |
| km 244               | Oraș deservit: Mořice.                                                                  | 433           |
|                      | Pod peste Pavlůvka (150 m).                                                             |               |
|                      | Pod peste râul Hlavnica (230 m).                                                        |               |
|                      | Zona de odihnă Křenovice (în ambele sensuri)                                            |               |
|                      | Pod peste pârâul Vlčídolka (98 m).                                                      |               |
|                      | Pod (65 m).                                                                             |               |
|                      | Pod peste râul Syrovátka (180 m).                                                       |               |
|                      | Trecerea din Regiunea Olomouc în Regiunea Zlín.                                         |               |
| km 253               | Oraș deservit: Kojetín.                                                                 |               |
|                      | Pod peste pârâul Věžecký (180 m).                                                       |               |
| km 258               | Oraș deservit: Kroměříž-vest.                                                           | 47 367        |
|                      | Pod peste calea ferată Kojetín – Valašské Meziříčí (80 m).                              |               |
|                      | Pod peste râul Moravia (460 m).                                                         |               |
| km 260               | Oraș deservit: Kroměříž-est.                                                            |               |
|                      | Pod peste pârâul Svinský (160 m).                                                       |               |
|                      | Pod peste pârâul Němčický (175 m).                                                      |               |
| km 264               | Oraș deservit: Hulín-vest.                                                              | 55            |
|                      | Pod peste calea ferată Přerov – Břeclav (75 m).                                         |               |
| km 265               | Nod rutier între D49, D55 și D1: Hulín                                                  | D49 D55       |
|                      | Trecerea din Regiunea Zlín în Regiunea Olomouc.                                         |               |
| D1                   |                                                                                         |               |
| 55                   |                                                                                         |               |
| km 272               | Oraș deservit: Přerov-Říkovice.                                                         | 55            |
| km 278               | Oraș deservit: Přerov-vest.                                                             | 434           |
|                      | Viaduct peste râul Bečva (1300 m).                                                      |               |
| km 278               | Oraș deservit: Přerov-nord.                                                             | 55            |
| 55                   |                                                                                         |               |
| D1                   |                                                                                         |               |
|                      | Zona de odihnă Osek nad Bečvou (în ambele sensuri)                                      |               |
|                      | Pod peste pârâul Lubeň (231 m).                                                         |               |
|                      | Pod (87 m).                                                                             |               |
| km 294               | Oraș deservit: Lipník nad Bečvou-Trnávka.                                               | 437           |
| km 296               | Nod rutier între D35 și D1: Lipník nad Bečvou-Bohuslávky                                | D35 E442 E462 |
| km 298               | Oraș deservit: Lipník nad Bečvou-Loučka.                                                | 35 E442       |
|                      | Pod peste Hlásenec (102 m).                                                             |               |
|                      | Pod peste pârâul Jezernice (66 m).                                                      |               |
|                      | Pod (140 m).                                                                            |               |
|                      | Ecoductul Hrabůvka (48 m).                                                              |               |
|                      | Pod peste valea pârâului Splavná (500 m).                                               |               |
| km 308               | Oraș deservit: Hranice.                                                                 | 440           |
|                      | Pod (42 m).                                                                             |               |
|                      | Pod peste valea paraului Ludina (300 m).                                                |               |
| km 311               | Nod rutier între D48 și D1: Bělotín                                                     | D48 E462      |
|                      | Pod peste râul Luha (656 m).                                                            |               |
|                      | Pod (78 m).                                                                             |               |
|                      | Pod (70 m).                                                                             |               |
|                      | Trecerea din Regiunea Olomouc în Regiunea Moravia-Silezia.                              |               |
|                      | Zona de odihnă Vrazne (în ambele sensuri)                                               |               |
|                      | Pod peste râul Oder și calea ferată Suchdol nad Odrou – Budišov nad Budišovkou (844 m). |               |
| km 321               | Oraș deservit: Mankovice.                                                               |               |
|                      | Pod peste pârâul Kletenský (67 m).                                                      |               |
|                      | Ecoductul Kletné (62 m).                                                                |               |
|                      | Pod peste pârâul Husí și calea ferată Suchdol nad Odrou – Fulnek (840 m).               |               |
| km 330               | Oraș deservit: Hladké Životice.                                                         | 57            |
|                      | Pod peste pârâul Děrenský (210 m).                                                      |               |
|                      | Pod peste pârâul Pustějovský (67 m).                                                    |               |
| km 336               | Oraș deservit: Studénka-Butovice.                                                       | 464           |
|                      | Pod peste pârâul Butovicky (72 m).                                                      |               |
|                      | Pod peste pâraiele Bílovka , Jamník și Sezina (637 m).                                  |               |
| km 342               | Oraș deservit: Bravantice.                                                              | 647           |
|                      | Pod (94 m).                                                                             |               |
|                      | Zona de odihnă Klimkovice (în ambele sensuri)                                           |               |
|                      | Pod peste Polančica (160 m).                                                            |               |
|                      | Tunelul Klimkovice (1076/1088 m).                                                       |               |
|                      | Pod peste Rakovec (280 m).                                                              |               |
| km 349               | Oraș deservit: Klimkovice.                                                              | 647           |
|                      | Pod peste calea ferată Přerov – Bohumín (581/587 m).                                    |               |
| km 354               | Nod rutier între SI/11 și D1: Ostrava                                                   | 11            |
|                      | Pod peste calea ferată Přerov – Bohumín (738 m).                                        |               |
| km 357               | Oraș deservit: Ostrava.                                                                 |               |
|                      | Pod peste râul Oder (400 m).                                                            |               |
| km 361               | Oraș deservit: Ostrava.                                                                 | 56            |
|                      | Pod peste pârâul Černý (66 m).                                                          |               |
|                      | Pod peste râul Ostravice (300 m).                                                       |               |
| km 365               | Oraș deservit: Bohumín-Vrbice (nod rutier parțial).                                     | 647           |
| km 366               | Oraș deservit: Bohumín-Vrbice (nod rutier parțial).                                     | 647           |
|                      | Pod peste râul Oder Lacul Antošovice (606 m).                                           |               |
|                      | Zona de odihnă Antošovice (în ambele sensuri)                                           |               |
|                      | Pod peste râul Oder (270 m).                                                            |               |
| km 370               | Oraș deservit: Bohumín (nod rutier parțial).                                            | 67            |
| km 372               | Oraș deservit: Bohumín (nod rutier parțial).                                            | 67            |
|                      | Pod peste râul Olše (180 m).                                                            |               |
| D1                   |                                                                                         |               |
|                      | Frontiera dintre Cehia și Polonia.                                                      |               |
| A1                   |                                                                                         |               |